# جو بلکاک
جو بلکاک (انگلیسی: Joe Bulcock؛ آوریل ۱۸۷۹ – ۲۰ آوریل ۱۹۱۸) بازیکن فوتبال اهل پادشاهی متحد بریتانیای کبیر و ایرلند بود.
از باشگاه‌هایی که در آن بازی کرده‌است می‌توان به باشگاه فوتبال کریستال پالاس، باشگاه فوتبال مکلسفیلد تاون، باشگاه فوتبال بری، باشگاه فوتبال استون ویلا، باشگاه فوتبال سوانزی سیتی، باشگاه فوتبال اکستر سیتی، و باشگاه فوتبال برنلی اشاره کرد.
وی همچنین در تیم‌های ملی فوتبال لیگ فوتبال جنوبی انگلستان و اتحادیه فوتبال انگلستان بازی کرده‌است.